# Jezevčík
Jezevčík (podle německého Dachshund – 'jezevčí pes', odtud i hovorová označení daxl, daxlík, norař, jamník) je v současné době velice oblíbené psí plemeno. Někteří chovatelé, jako jsou myslivci, ho používají pro myslivost, avšak v současnosti se čím dál tím více chová coby domácí mazlíček a hlídač. Hodí se i k účasti na psích výstavách. Patří k vysoce společenským psům, je přátelský, oddaný, ale má vlastní rozum, jelikož v noře nemůže spoléhat na svého pána, proto potřebuje důslednější výchovu. Jezevčíci patří do 4. skupiny FCI.

## Dělení jezevčíků

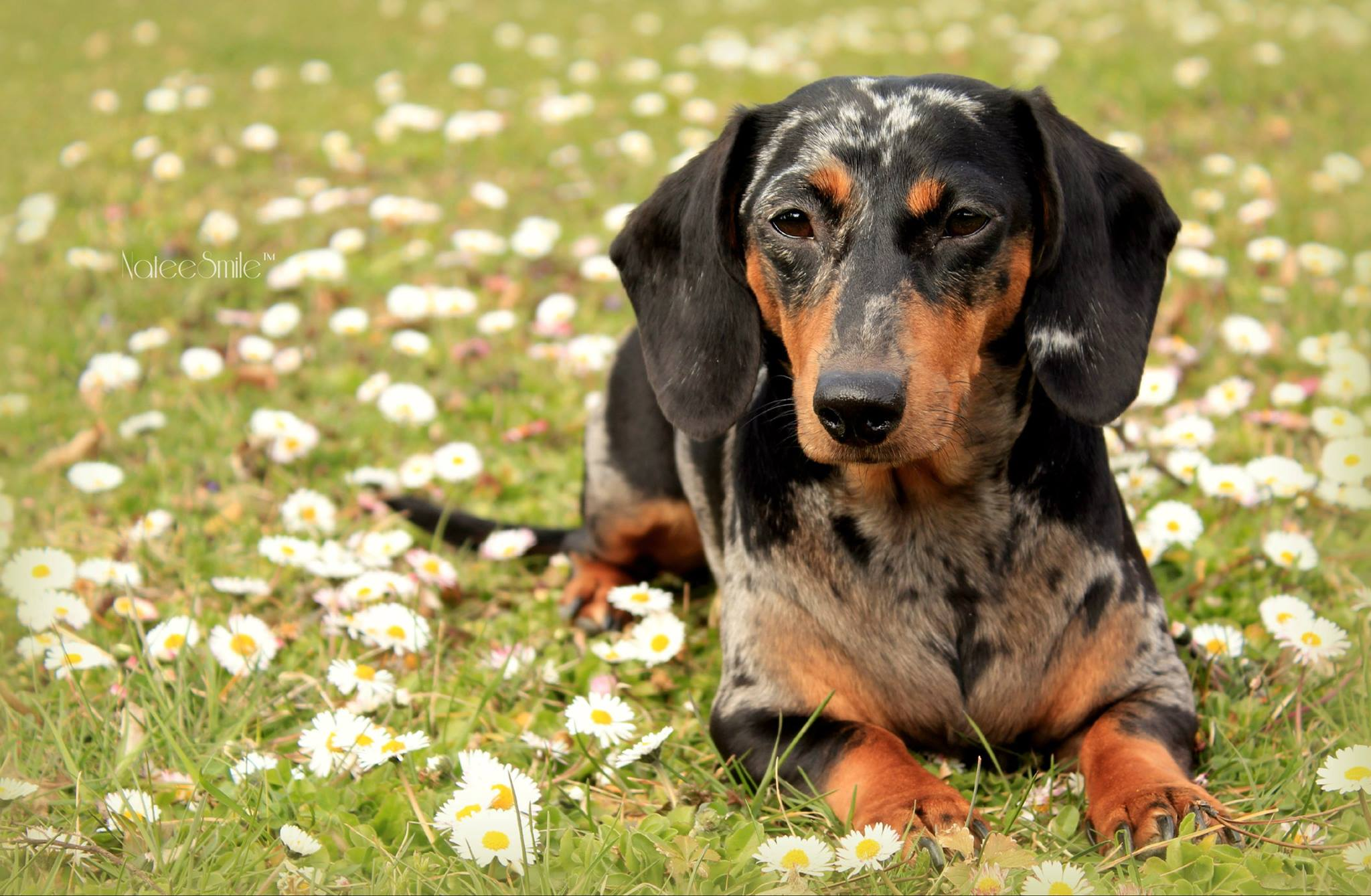
Jedinec tygrovaného zbarvení. Dva jedinci tohoto vzácného zbarvení se nesmí křížit, jelikož jejich potomci by měli vážné zdravotní problémy

Jezevčíci se dělí na šest typů dle velikosti a typu srsti: jezevčík dlouhosrstý standardní, jezevčík dlouhosrstý králičí/trpasličí, jezevčík drsnosrstý standardní, jezevčík drsnosrstý králičí/trpasličí, jezevčík hladkosrstý standardní a jezevčík hladkosrstý králičí/trpasličí.
Dlouhosrstí jezevčíci jsou charakterističtí mírně zvlněnou, asi 5 cm dlouhou srstí, která vytváří na uších volánky a na ocasu prapor. Bezúdržbová, líná 2× ročně (na jaře a na podzim), kdy je nutné ji často vyčesávat. Kvůli bakteriím, které by se na voláncích uší mohly zachytit, je nutné kontrolovat zdraví zvukovodů.
Drsnosrstí jezevčíci mají na dotek hrubou a krátkou srst. Říká se o nich, že jsou z jezevčíků nejméně přátelští.[zdroj?] Vyžaduje speciální péči; srst je nutné 2× ročně trimovat a neměla by se často mýt šamponem, který ji ničí.
Původní krátkosrstí jezevčíci mají lesklou, velmi krátkou a na dotek jemnou srst. Není náročná na údržbu, líná 2× ročně, v tomto období vyžaduje zvýšenou pozornost.

Jezevčík standardní velikosti má hmotnost od 8 do 9 kg, králičí/trpasličí varianty mají do 4 kg. Výšku standard FCI neuvádí.

Jezevčíci podle druhu srsti
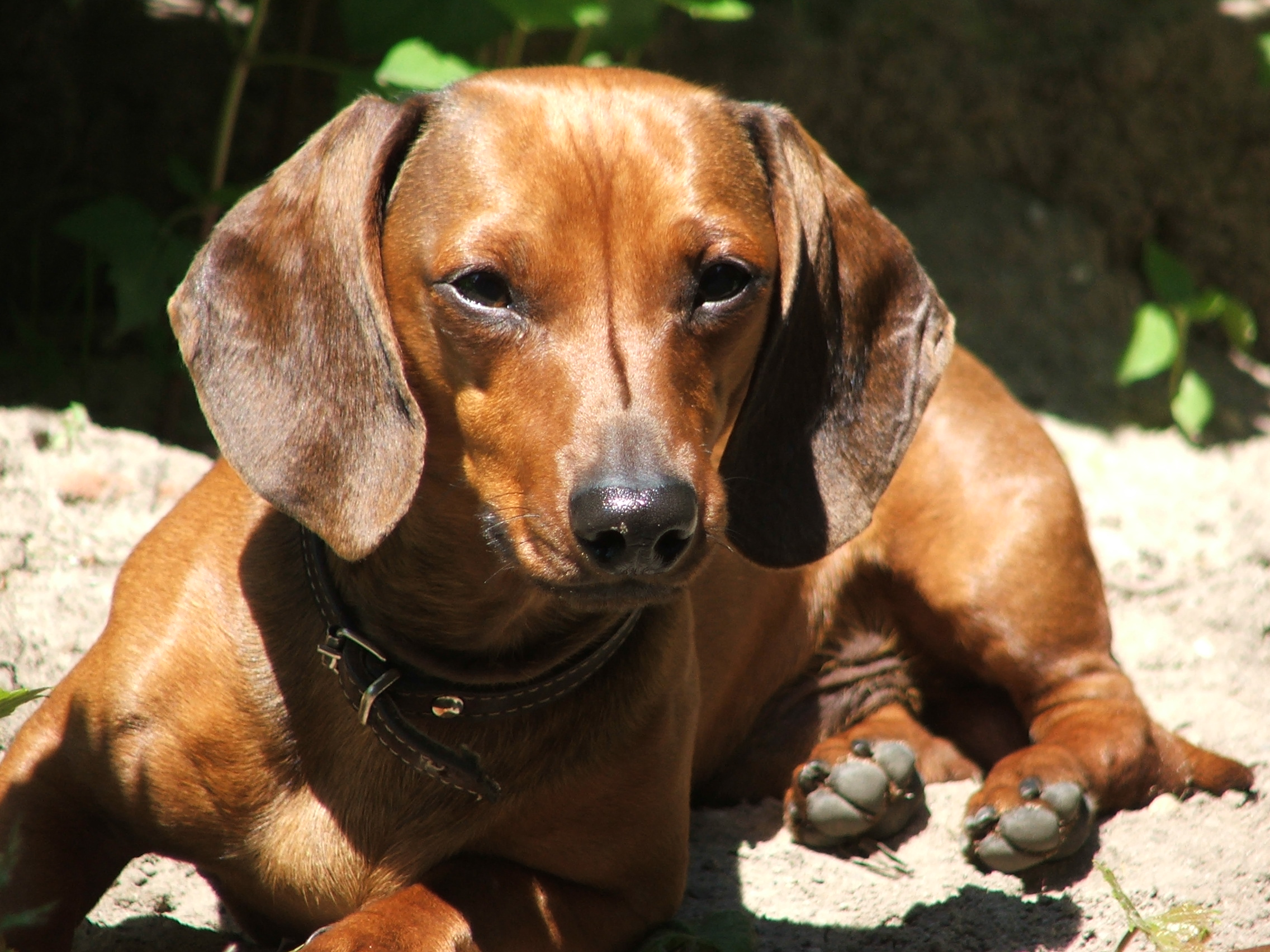
Jezevčík hladkosrstý
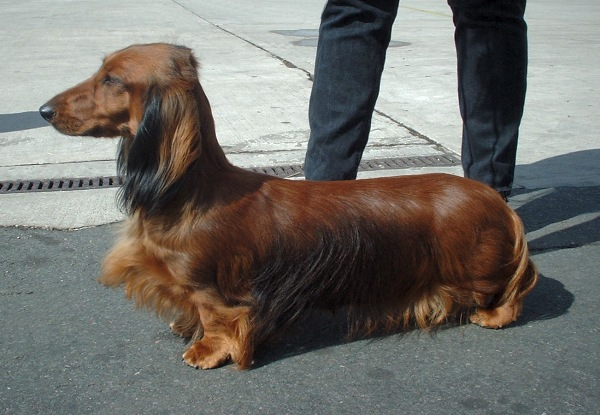
Jezevčík dlouhosrstý
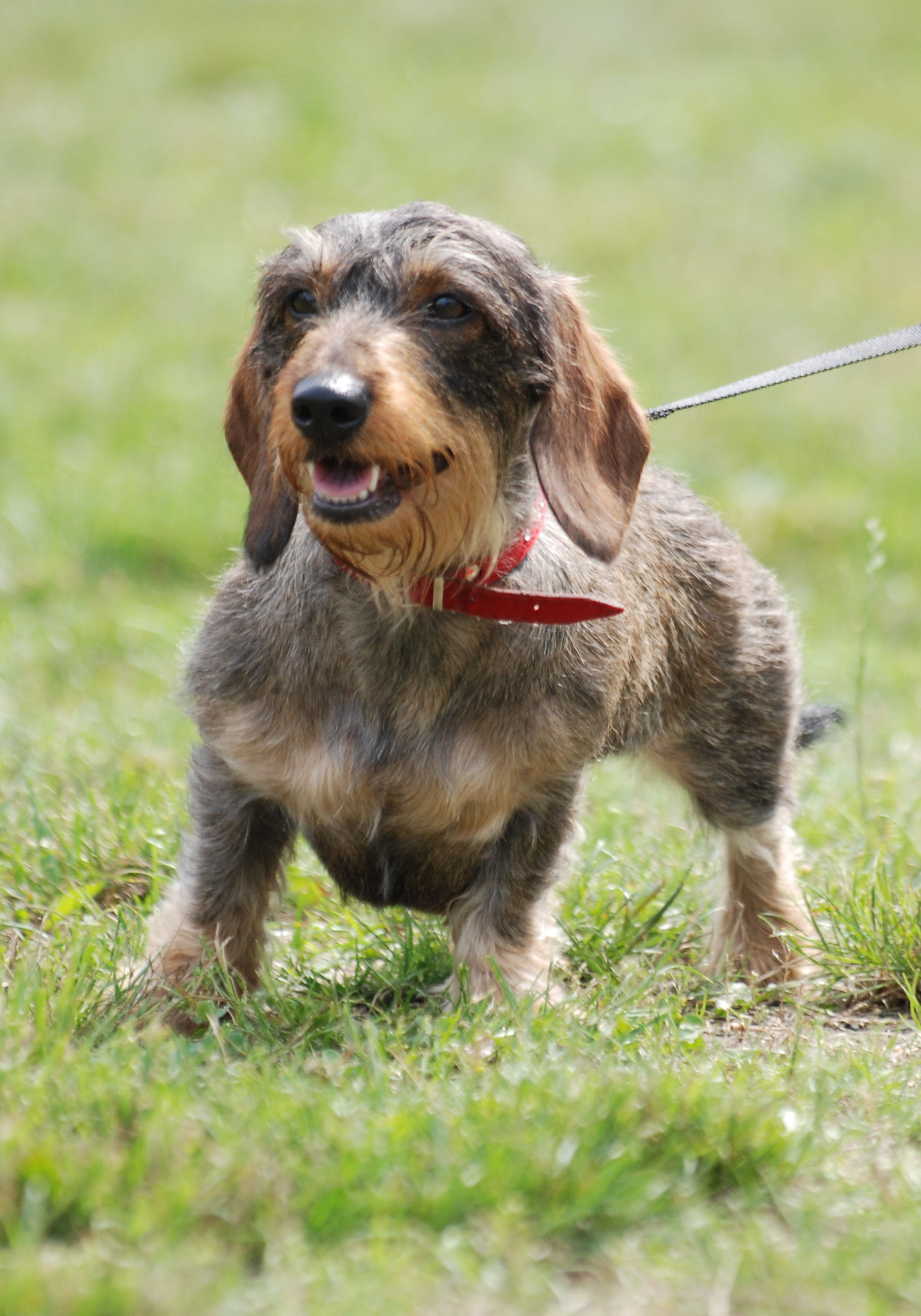
Jezevčík drsnosrstý

## Historie
Úplně první zmínky o psech podobných dnešním jezevčíkům nacházíme až ve Starém Egyptě, kde jsou vyobrazeni na soškách a rytinách krátkonozí psi s dlouhým hřbetem a krátkou srstí. Jednalo se ale o neustálený typ bez ustáleného jména. Další zmínky o jezevčících nacházíme až ve 14 – 15. století. Jedná se o psa, který se nejvíce podobá dnešnímu typu hladkosrstého standardního jezevčíka. Z tohoto typu byla později vyšlechtěna dnes poměrně známá plemena, např. baset. Asi v 16. století byl hladkosrstý standardní jezevčík křížen se španělem a díky tomuto křížení vznikli jezevčíci dlouhosrstí standardní. A přestože drsnosrstí jezevčíci standardní byli známí již od 14. století, oficiálně se typ podařilo trochu ustálit až v 18. století díky přikřížení kníračů malých a dandie dinmont teriérů. Miniaturní verze vznikaly postupně v 19. století. Malé formy jezevčíků jsou zapisovány do plemenné knihy od roku 1908. První kniha, která vedla záznamy o původu jezevčíků, v té době jen hladkosrstých a dlouhosrstých, vznikla v roce 1840 v Německu. Drsnosrstá varianta se začala zapisovat až od roku 1891. Jezevčíci se začali ukazovat na výstavách od roku 1878, přičemž poprvé to bylo na výstavě psů. V té době se chovatelé spíše než na exteriér zaměřovali na nornické vlohy, které se podporují ještě dnes, i když je jezevčík v současnosti hlavně psem společenským. Nejstarším chovatelským spolkem pro Jezevčíky je Německý klub chovatelů jezevčíků (der Deutsche Teckelklub 1888 e.V.) Jezevčík se již po desetiletí chová ve 3 různých velikostních rázech (jezevčík, jezevčík trpasličí, jezevčík králičí)

### Chov v Česku

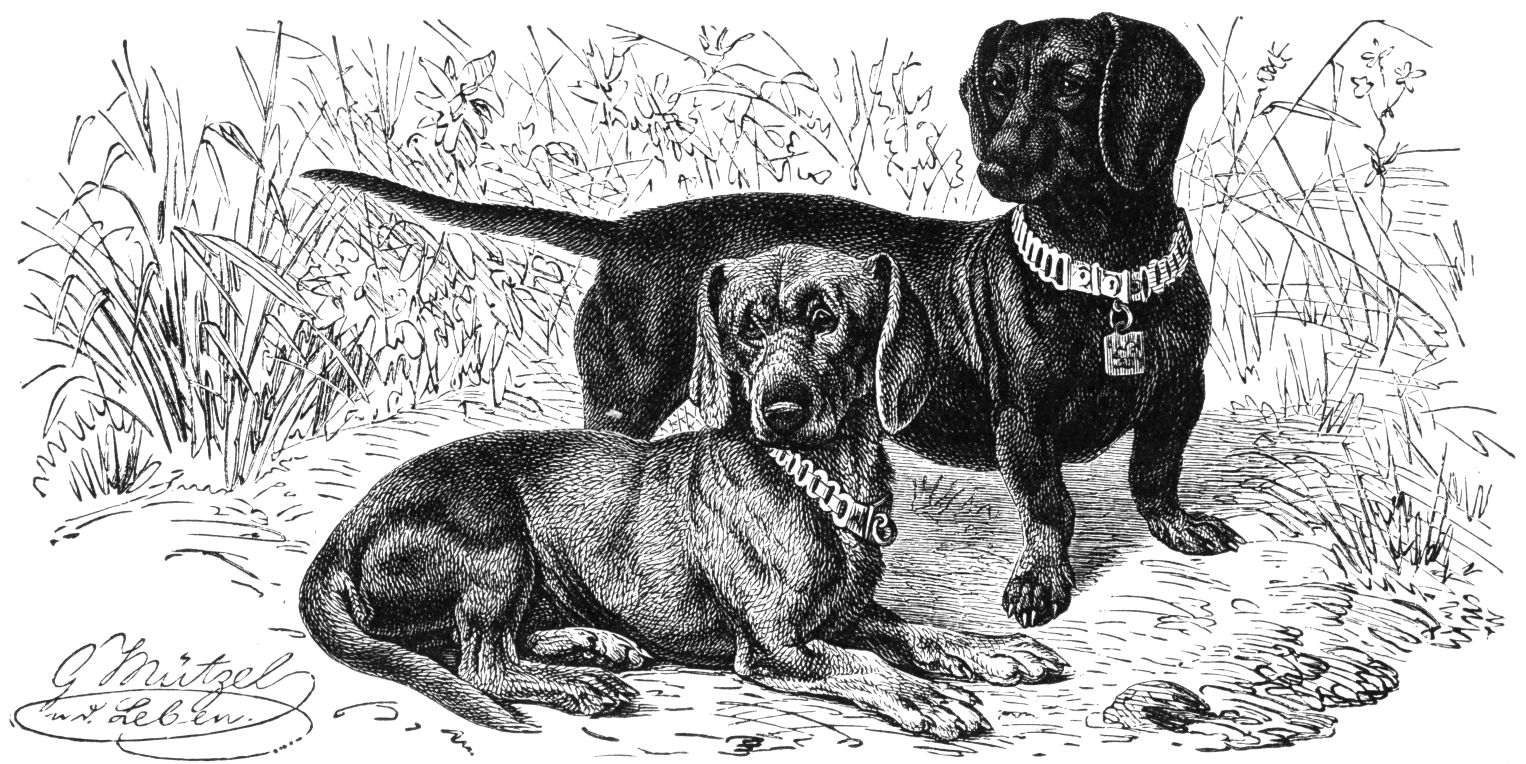
Kresba jezevčíků od Gustava Mützela z 19. století

V Česku byl ještě ve 30. letech jezevčík vzácností. Z Klubu norníků se v roce 1937 vyčlenili jezevčíci a byl založen Klub pěstitelů jezevčíků. „Biometriku jezevčíků“ později vypracovala Ludmila Laufbergerová a zaměřila se na pět hlavních znaků – délku mordy, délku hlavy, obvod hrudi, délku těla a hmotnost. Snažila se tím o ustálení jezevčíků. Všechny typy jezevčíků v Česku zastřešuje Klub chovatelů jezevčíků České republiky.

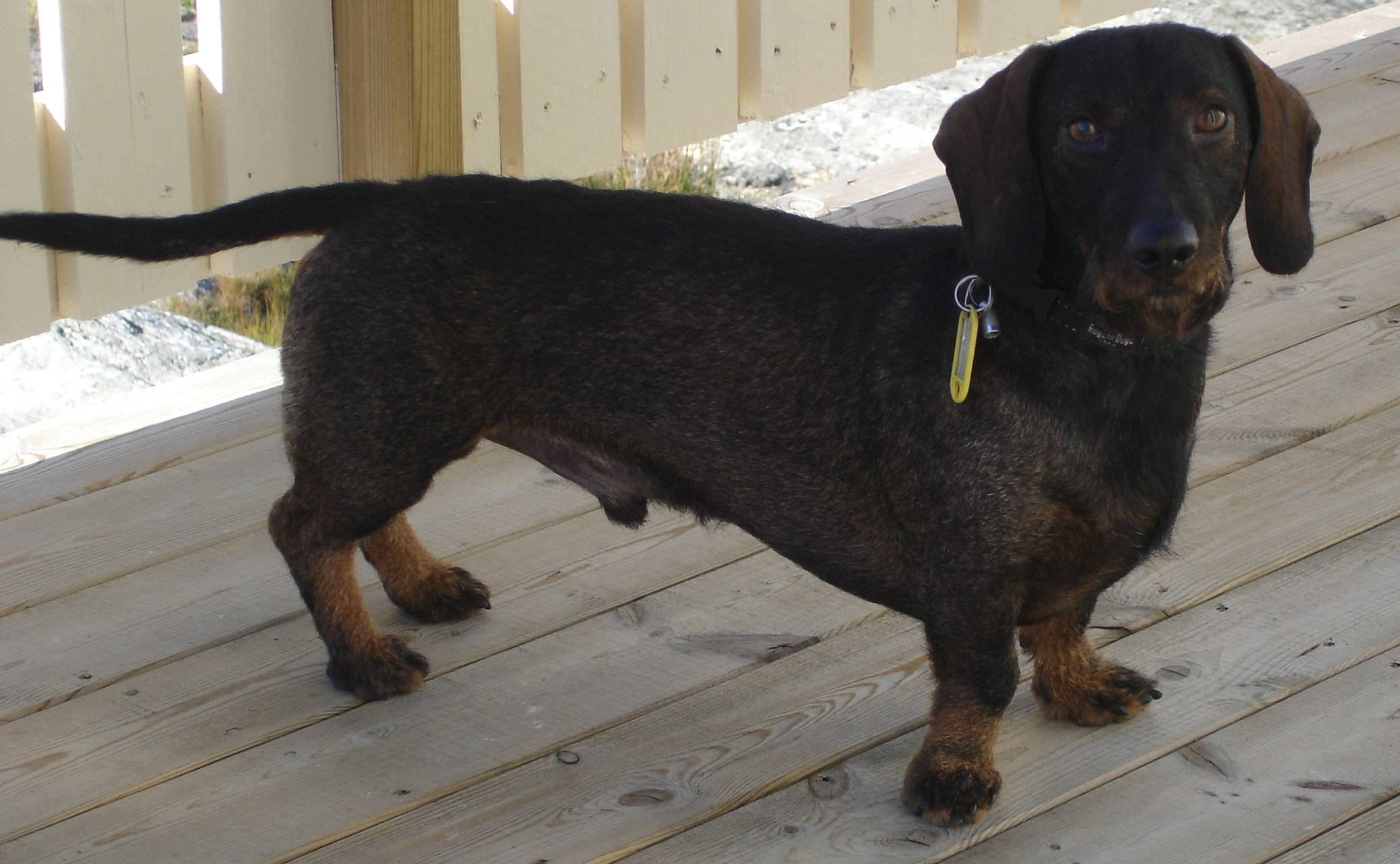
Jezevčík drsnosrstý standardní

## Stavba těla
Tělesné znaky jezevčíka podle plemenného standardu Kennel Clubu.
Zuby silně vyvinuté, špičáky masivní, které do sebe dobře zapadají. Čelisti silné, s pravidelným, úplným a dokonalým nůžkovým skusem, to znamená horní zuby těsně přesahují dolní a jsou zasazeny kolmo k čelisti. A chrup musí být úplný. Oči středně velké, mandlového tvaru a jsou hluboko zasazené. Uši jsou vysoko nasazené, ne příliš vpředu, široké, přiměřeně dlouhé a dobře zaoblené (nesmí být špičaté ani mít záhyb). Přední okraj těsně přiléhá k lícím. Hlava (a lebka) musí být dlouhá, když se podíváme z vršku klínovitá a z boku se plynule zužuje ke špičce nosu. Lebka je jen málo klenutá. Krk je dlouhý, svalnatý, čistý a bez laloku. Přechází půvabnou linií v plece a hrdě nesený vzhůru. Trup je dlouhý a dobře osvalený, plece šikmé, hřbet za výrazným kohoutkem rovný s mírně klenutými bedry. Bedra jsou krátká a silná, hrudní kost mohutná, tak vystupující, že po obou stranách vidíme jamky. Žebra jsou dobře klenutá, sahají daleko dozadu a spodní linie mírně stoupá k břichu. Trup je plný, široký a silný. Dobře osvalený, záď dlouhá, kulatá, široká s dobře vyvinutými svaly, lehce se svažujícími k ocasu. Pánev silná, dobře vyvinutá, málo šikmá a ne moc krátká. Ocas je nasazen v prodloužení hřbetu a je mírně zakřivený. Nesmí mít uzly nebo zálomky. A nesmí být nesen příliš vysoko, ani se dotýkat země. Přední tlapky musí být velké a široké, hluboké a uzavřené, rovné nebo velmi mírně stočené ven. Zadní by měly být menší a užší. Lopatka nohou je dlouhá, široká, pevná a šikmá, asi 45 stupňů od vodorovné linie na velmi robustním hrudníku. Nadloktí přiléhá těsně k žebrům, ale volně se pohybuje. Předloktí je krátké, se silnými kostmi, mírně se stáčí dovnitř. Při pohledu z profilu je téměř rovné, nemusí se stáčet dopředu nebo dozadu - to naznačuje špatný zdravotní stav.
Srst se liší dle typu jezevčíka, ty se rozlišují celkem tři; dlouhosrstý, drsnosrstý a krátkosrstý.

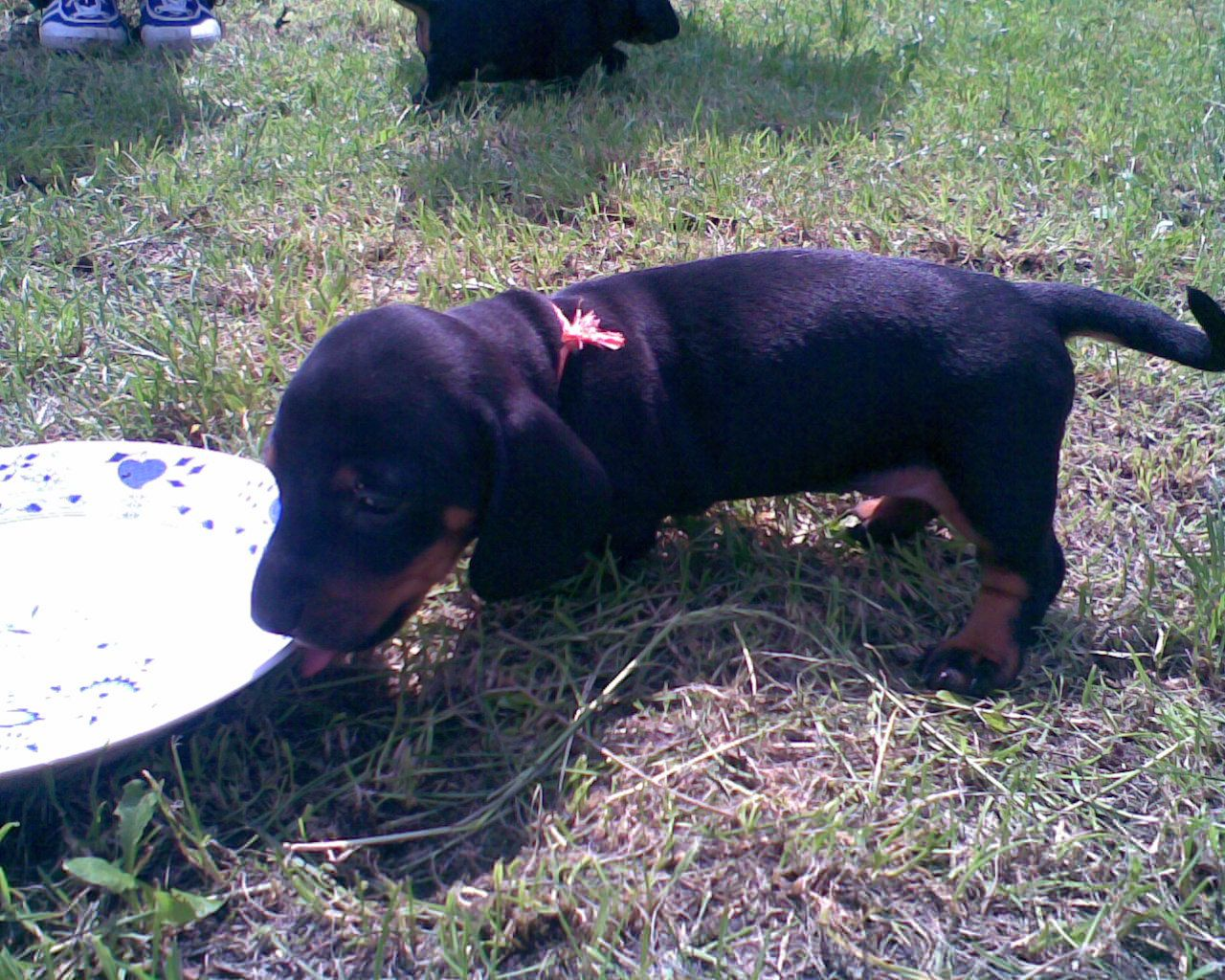
Štěně jezevčíka

## Povaha
Jezevčík může být i psem do rodiny, ale nedoporučuje se začátečníkům. Je tvrdohlavý a dominantní, proto potřebuje výcvik a výchovu s jasně stanovenými hranicemi. Jezevčík je přátelský, milující, učenlivý, milý, hravý, má vyrovnaný temperament, je dobrý hlídač a také lovec. Přestože neimponuje velikostí, je v případě nutnosti schopný rázně zakročit nebo na vetřelce upozornit štěkotem. Rád noruje, mezi další jeho záliby pak patří i plavání, aport (i do vody), vyhřívání na sluníčku (zvláště hladkosrstí), miluje procházky v přírodě a samozřejmě má rád různé hry s páníčky. Někteří jezevčíci jsou spíš samotáři a milují jen svoji „smečku“, takže jsou dobrými hlídači, jiní jsou zase přátelští ke všem. Podle povahy je nejmírnější a nejhodnější dlouhosrstý a hladkosrstý; drsnosrstý je drsnější a ostřejší. Ale jak už to bývá, záleží na povaze konkrétního jedince.

## Zdraví
Průměrná délka života: 14 – 16 let.
Jezevčík patří mezi psí plemena, jejichž zástupci se mohou dožít velmi vysokého věku. Přesto i toto plemeno trpí ve zvýšené míře na některá konkrétní onemocnění. V důsledku tělesné konstituce je Jezevčík obzvláště náchylný na problémy s meziobratlovými ploténkami. Je nezbytně důležité dbát na jeho zdravý pohyb bez nežádoucího zatěžování zádové partie. Jezevčíci mají taktéž silné sklony k obezitě, která jde ruku v ruce s velkým apetitem některých psů tohoto plemene. Opět záleží na chovateli, zda svého psa v tomto ohledu náležitě usměrní a zdravotnímu problému tak preventivně předejde. Stejně jako u jiných plemen malého vzrůstu se může u tohoto psa vyskytnout luxace pately, zejména v pokročilejším věku. Jezevčíka rovněž řadíme do skupiny plemen, u kterých je v průměru zaznamenáno více případů Cushingova syndromu. Jedná se o endokrinologické onemocnění, při němž je v nadměrném množství vylučován hormon kortizol. Mezi další zaznamenaná onemocnění patří epilepsie, dysplazie loketního kloubu, potíže s análními žlázami či oční choroby. V případě psů používaných při lovu divokých prasat hrozí riziko nakažení Aujezskyho chorobou.

## Jezevčíci v kultuře
Český karikaturista Dikobrazu pan Bohumil Ceplecha „schovává“, někdy velmi rafinovaně, jezevčíky do všech svých kreseb.
Folkový zpěvák Jaromír Nohavica složil písničku Jezevčík.